# Walter McGrail
Walter McGrail est un acteur américain, né le 19 octobre 1888 à Brooklyn (New York), mort le 19 mars 1970 à San Francisco (Californie).

## Filmographie partielle
- 1916 : The Scarlet Runner de Wally Van et William P. S. Earle
- 1917 : A Service of Love de John S. Robertson
- 1918 : Entre l'amour et l'amitié de Harry Beaumont
- 1919 : Par la force et par la ruse (The Black Secret) de George B. Seitz
- 1921 : Une affaire mystérieuse (The Invisible Fear) d'Edwin Carewe
- 1922 : Un derby sensationnel (The Kentucky Derby) de King Baggot
- 1923 : Where the North Begins de Chester M. Franklin
- 1923 : Flaming Youth de John Francis Dillon
- 1923 : Le Rayon mortel (The Eleventh Hour) de Bernard J. Durning
- 1923 : Nobody's Money de Wallace Worsley
- 1923 : Suzanna de F. Richard Jones
- 1924 : A Son of the Sahara d'Edwin Carewe
- 1925 : Dansons ! (The Dancers) d'Emmett J. Flynn
- 1924 : Is Love Everything? de Christy Cabanne
- 1925 : Her Husband's Secret de Frank Lloyd
- 1925 : A Son of His Father de Victor Fleming
- 1925 : The Scarlet West de John G. Adolfi
- 1925 : The Teaser de William A. Seiter
- 1925 : Destruction ! (Havoc) de Rowland V. Lee
- 1925 : L'Aventure (Adventure) de Victor Fleming
- 1926 : Marriage License? de Frank Borzage
- 1926 : Dans la clairière en feu (The Combat) de Lynn Reynolds
- 1926 : The City de Roy William Neill
- 1926 : Prisonniers de la tempête (Prisoners of the Storm) de Lynn Reynolds
- 1926 : Marquita l'espionne (Across the Pacific) de Roy Del Ruth
- 1927 : Old San Francisco d'Alan Crosland
- 1928 : Hey Rube! de George B. Seitz
- 1928 : L'Amazone des mers (Blockade) de George B. Seitz
- 1928 : Confessions of a Wife d'Albert H. Kelley
- 1929 : Le Célèbre Capitaine Blake (River of Romance) de Richard Wallace
- 1930 : Hommes sans femmes (Men Without Women), de John Ford
- 1930 : Le Dernier des Duane (The Last of the Duanes) d'Alfred L. Werker
- 1930 : Le Beau Contrebandier (Women Everywhere) d'Alexander Korda
- 1930 : The Pay-Off de Lowell Sherman
- 1930 : Sur la piste glacée (River's End) de Michael Curtiz
- 1930 : Madame et ses partenaires (Part Time Wife) de Leo McCarey
- 1931 : Le Corsaire de l'Atlantique (Seas Beneath) de John Ford
- 1931 : L'Ange blanc (Night Nurse) de William A. Wellman
- 1934 : Le Monde en marche (The World Moves On) de John Ford
- 1936 : Touchez pas à la chnouf (Reefer Madness) de Louis Gasnier
- 1939 : La Chevauchée fantastique (Stagecoach) de John Ford
- 1939 : Sous faux pavillon (Calling All Marines) de John H. Auer
- 1944 : L'Esprit diabolique (Voodoo Man) de William Beaudine